# Odysseus en Nausicaa (Pieter Lastman)

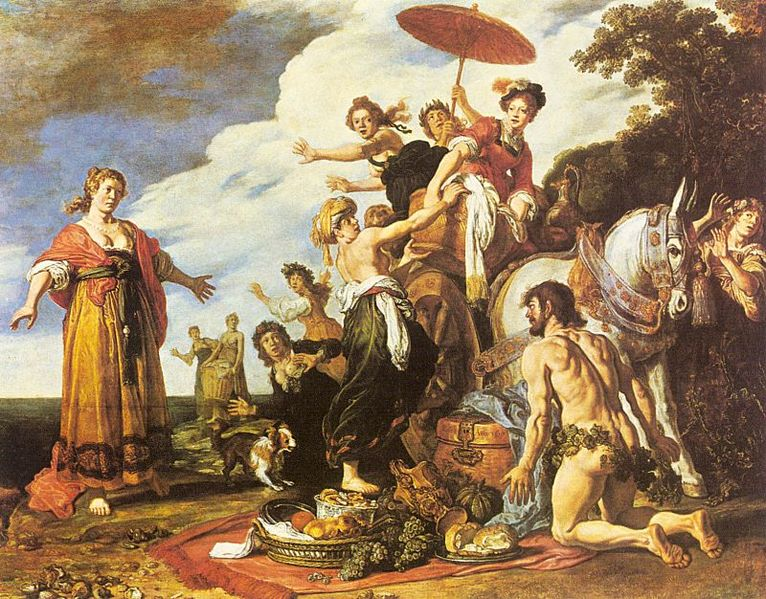
Odysseus en Nausicaa.

Het schilderij Odysseus en Nausicaa is een werk van Pieter Lastman uit 1619 en hangt in de Alte Pinakothek in München.
Dit schilderij beeldt een gebeurtenis af uit het vijfde boek van de Odyssee van de Griekse schrijver Homeros.
Prinses Nausicaä gaat 's morgens met haar dienstmeisjes naar de rivier om kleren te gaan wassen. De godin Athena had haar 's nachts ingefluisterd dat haar beschermeling Odysseus in de struiken, in een bed van bladeren, lag te slapen, als naakte drenkeling die de avond daarvoor uitgeput op het eiland was aangespoeld. De prinses krijgt van haar vader diens beste paard en wagen ter beschikking. Ze laden de kleren in. Haar moeder laat een picknickmand klaarmaken en een kan met de fijnste olie: dan kunnen de meisjes na afloop nog wat eten en misschien een bad nemen. Na het baden spelen ze nog wat met een bal. Als die onverhoeds in het water raakt, beginnen de meisjes te gillen. Van dat geluid wordt Odysseus wakker. Hij wikkelt zich wat gebladerte rond zijn middel en kruipt tevoorschijn. 

## Pre-iconografische en iconografische beschrijving en compositie
Links staat Nausicaä statig, helder afgetekend tegen zee en lichte lucht. Ze is gekleed in een fraaie jurk met een ruim decolleté en spreidt haar armen uit verbazing, maar meer nog in een gebaar van welkom. Onderin rechts zien wij Odysseus van opzij op zijn rug, op zijn knieën. Ook hij heeft de armen gespreid, maar in de houding van een smekeling. De hele rechterkant van het schilderij, terzijde van Odysseus, is vol opwinding en beweging. Daar staan paard en wagen tegen het donkergroene geboomte, uiterst rechts. Die staat daar niet voor niets, want rond die wagen kon Lastman opgewonden meisjes arrangeren die gebaren van verbazing maken, omdat zij hun ogen niet geloven: een vreemde naakte man die uit de struiken opduikt. 
Het rustige paard heeft zo'n positie dat het met zijn lijf de gestalte van Odysseus enigszins afschermt en isoleert. Verder weg op het strand, achter Nausicaä, komen nog twee meisjes aangelopen met een wasmand; zij schijnen nog weinig in de gaten te hebben. Dan is er ook nog het stilleven van de picknick, als een schilderij in een schilderij, op een kleed vlak voor Odysseus: een overdadig arrangement van brood, vruchten, manden, schalen, drinkbekers en kannen. 
Zoals een tekst lezen wij een beeld ook van links naar rechts. In dit schilderij verschijnt het eerst, uiterst links, de prinses, met gespreide armen hoog en statig in beeld. Zij geeft, als in een muziekstuk, de toonaard en maat aan. Haar brede gebaar betreft de knielende naakte Odysseus rechts. De plaatsing van beide hoofdfiguren maakt het kernachtige begin van het schilderij uit. De afstand van de hoofdfiguren tot de beeldrand van het doek lijkt vrijwel identiek en daardoor schept hij symmetrie. De schilder bedacht zijn compositie in het vlak van het doek, minder in een bestudeerde suggestieve ruimte, waarin Rembrandt later uitblonk. Na het plaatsen van de beide hoofdrolspelers vulde hij het vlak ertussenin op met decoratief bijwerk: de wasmanden en de picknick, het paard met kar, een blaffend hondje, de in de hoogte gegroepeerde meisjes in een bevallig kleurrijk koor van gebaren en uitdrukkingen: alle details die ook het verhaal van Homerus tot idylle maken. Lastman was er de schilder niet naar om een detail over te slaan als het hem de gelegenheid bood te laten zien hoe goed hij alles kon schilderen. Zo is het bijzonder drukke doek een fraai, compact, contrastrijk tafereel geworden, van dichtbij gadegeslagen door zowel schilder als toeschouwer. De rest is decor: een paar bomen met fraai geschilderd gebladerte, Hollandse luchten en wolken met de strakke horizon van de zee.

## Lastmans interpretatie van het geheel
Alles wat er aan uitgebreid detail in het verhaal te vinden is, gebruikt Lastman in zijn schilderij. Dat was zijn visie op schilderkunst: een kraakhelder, efficiënt georganiseerd geheel van stevig neergezette figuren, ieder duidelijk op zijn plaats van handeling en met duidelijk herkenbare gebaren zonder dubbelzinnigheden, een degelijk geschilderd landschap en zinvolle rekwisieten, overzichtelijk gerangschikt volgens het verloop en het patroon van een verhaal, leesbaar en zonder dubbelzinnigheid in de vormgeving. Typisch barok is het plompe realisme voor het publiek van de nieuwe Hollandse Republiek, in de plaats van humanistische dubbelzinnigheden.